# سونام كابور
سونام كابور أهوجا (بالهندية: सोनम कपूर) هي ممثلة هندية (من مواليد 9 يونيو 1985) في مومباي، ماهاراشترا، الهند.

## حياتها
ولدت ونشأت في كابور كيمبر في مومباي، وهي الابنة البكر لأنيل كابور وسونيتا وهي من أصول سندية، ولدى سونام اثنان من الاخوة.
درست سونام العلوم السياسية والاقتصاد في جامعة شرق لندن، وتتحدث سونام اللغة الإنجليزية والهندية والبنجابية والمراثية.

## المسيرة الفنية
بدأت سونام حياتها في بوليود عن طريق فيلم ساواريا مع رانبير كابور والذي كان أيضاً أول دخول له في بوليوود، وبدأت تظهر في عروض الأزياء والمجلات كمجلة GQ India النسخة الهندية من المجلة العالمة GQ.

## الأفلام
| السنة | العنوان             | الدور               | ملاحظات                                 |
| ----- | ------------------- | ------------------- | --------------------------------------- |
| 2007  | ساواريا             | ساكينا              |                                         |
| 2009  | دلهي-6              | بيتو شارما          |                                         |
| 2010  | أكره قصص الحب       | سيمران ساكسينا      |                                         |
| 2010  | ايشا                | ايشا كابور          |                                         |
| 2011  | موسم                | ايات رسول           |                                         |
| 2012  | شكرا                | سانجنا مالهوترا     |                                         |
| 2012  | بلايرز              | ناينا بريغانزا      |                                         |
| 2013  | اسلكي مومباي        | نفسها               | ظهور خاص في أغنية "Apna Bombay Talkies" |
| 2013  | رانجهانا            | زويا حيدر           |                                         |
| 2013  | باغ ميكا باغ        | بيرو                |                                         |
| 2014  | بيوكوفيان           | مايره شيغل          |                                         |
| 2014  | خوبسورات            | دكتورة ميني شكرفرتي | Post-production                         |
| 2015  | دوللي كي دولي       | دوللي               |                                         |
| 2015  | بريم راتان دان بايو |                     | مع سلمان خان                            |
| 2016  | نيرجا               | نيرجا بانوت         |                                         |
| 2018  | سانجو               | روبي                |                                         |
| 2019  | ذا زويا فاكتور      | زويا                |                                         |

## الترشيحات والجوائز
| السنة | الحدث           | الفئة                   | النتيجة |
| ----- | --------------- | ----------------------- | ------- |
| 2011  | إن دي تي في     | أفضل سفير لعلامة تجارية | فوز     |
| 2008  | Stardust Awards | نجم واعد                | فوز     |